# Platypolia albertae
Platypolia albertae är en fjärilsart som beskrevs av Mcdunnough. Platypolia albertae ingår i släktet Platypolia och familjen nattflyn. Inga underarter finns listade i Catalogue of Life.